# Condado de Suffolk (título nobiliario)

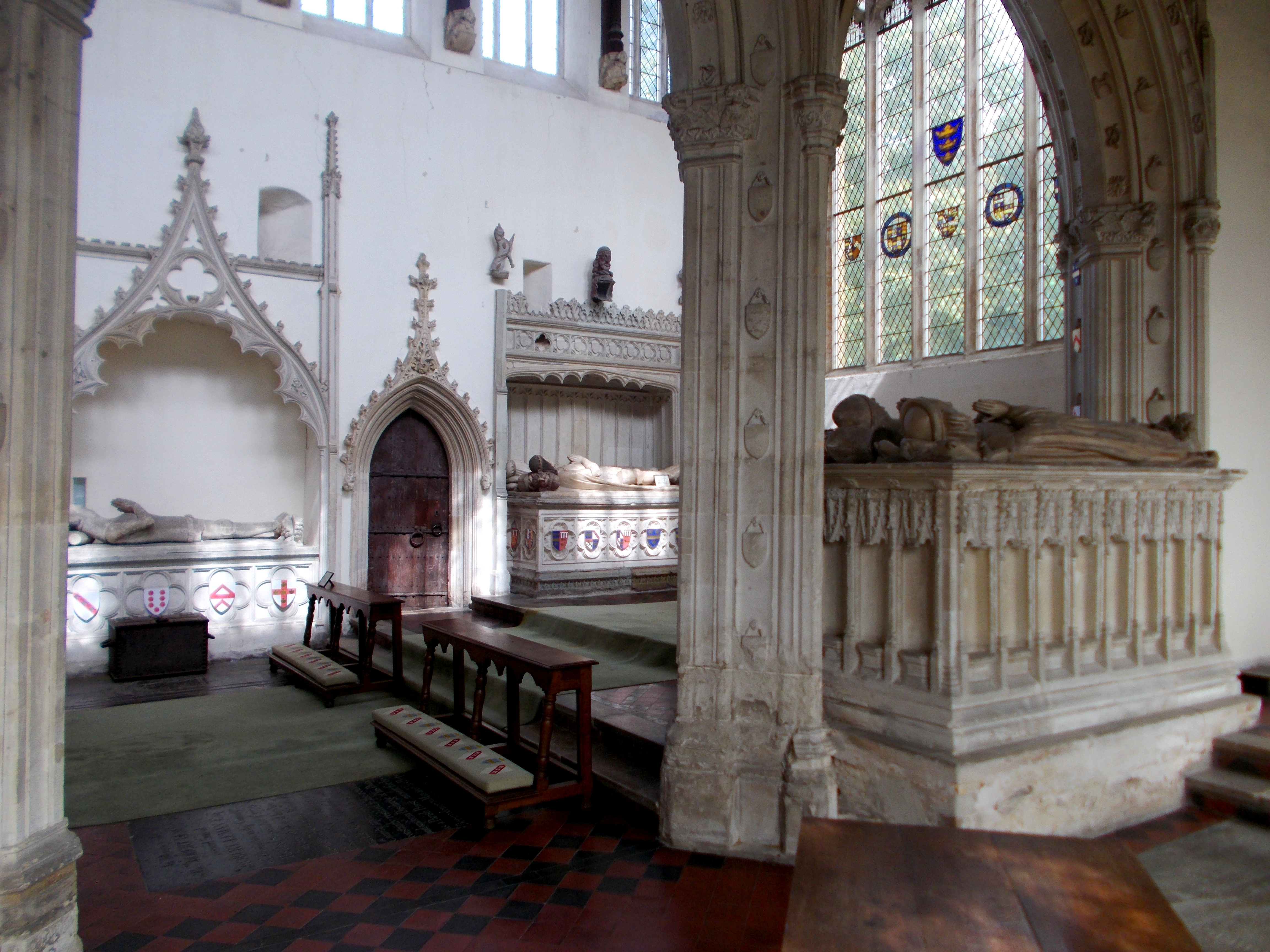
Monumentos Wingifield y de La Pole

El título nobiliario de Conde de Suffolk tiene sus orígenes en 1385, cuando Michael de la Pole fue creado lord canciller del Reino de Inglaterra. Tradicionalmente el título ha estado asociado a dos familias, los De la Pole y los Howard. 
En 1448 fue ascendido a la calidad de ducado, lo que se mantuvo durante dos creaciones posteriores (1515 y 1541), para volver a su calidad de condado en 1603. Está asociado a la región homónima.
- Datos: Q738176
- Multimedia: Earls of Suffolk / Q738176